# Tipeammina
Tipeammina es un género de foraminífero bentónico de la subfamilia Jaculellinae, de la familia Hippocrepinidae, de la superfamilia Hippocrepinoidea, del suborden Hippocrepinina y del orden Astrorhizida. Su especie tipo es Rhabdammina elliptica. Su rango cronoestratigráfico abarca el Liásico inferior (Jurásico inferior).

## Discusión
Clasificaciones hubiesen incluido Tipeammina en la subfamilia Hippocrepininae, así como en el suborden Textulariina del orden Textulariida

## Clasificación
Tipeammina incluye a la siguiente especie:
- Tipeammina elliptica